# Kathedrale von Brasília

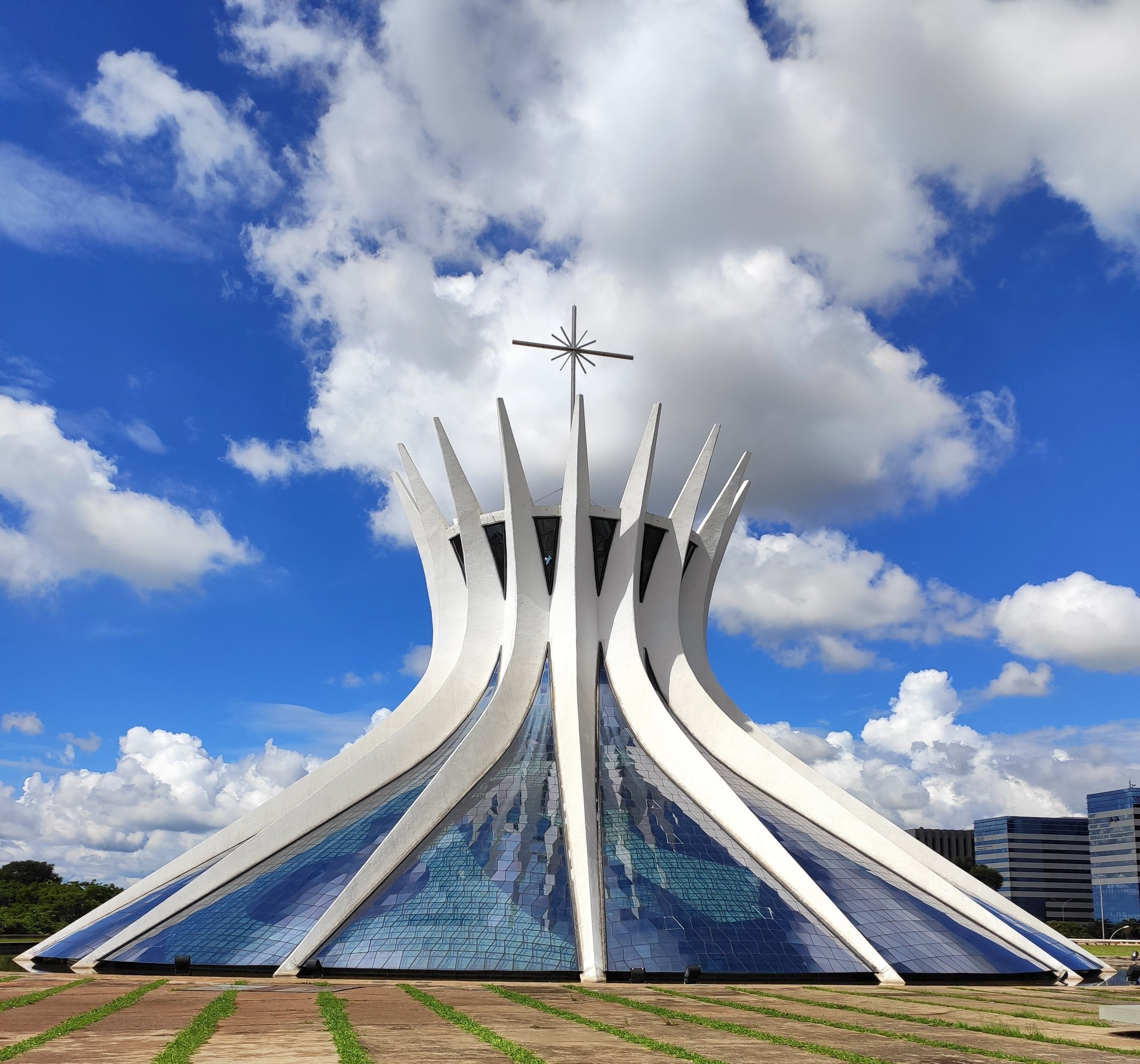
Kathedrale von Brasília

Die Kathedrale von Brasília (portugiesisch: Catedral Metropolitana Nossa Senhora Aparecida) ist ein katholisches Kirchengebäude in der brasilianischen Hauptstadt Brasília.
Der Name Aparecida steht für die Erschienene oder für Unsere Liebe Erschienene Frau (= Maria) und bezieht sich auf Aparecida, den größten Wallfahrtsort Brasiliens.

## Geschichte
Die Kathedrale des Erzbistums Brasilia wurde im Zusammenhang mit dem Neubau der brasilianischen Hauptstadt von dem Architekten Oscar Niemeyer geplant und ausgeführt. Der Baubeginn war 1958, die Weihe am 31. Mai 1970.

## Architektur

Innenansicht der Kathedrale

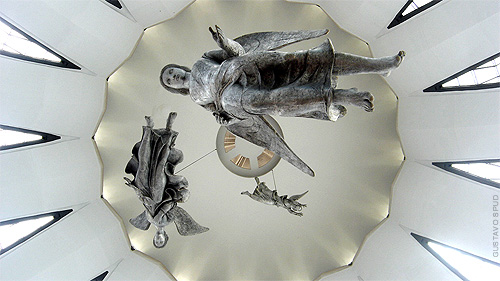
Schwebende Engel im Inneren

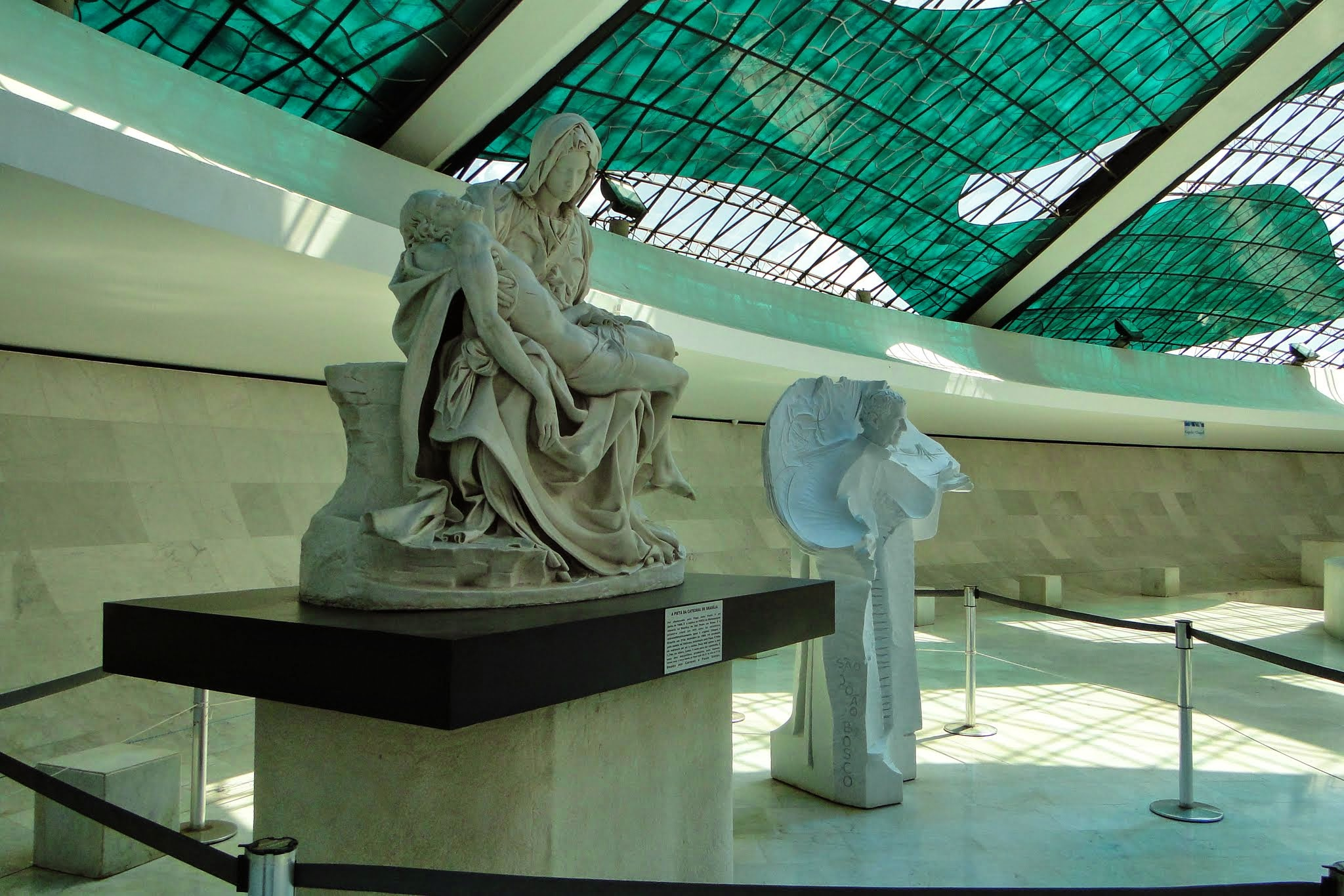
Pietà Statue in der Kathedrale

Die Kathedrale von Brasília besteht aus Beton und Glas und zeichnet sich durch ihre hyperbolische Form aus, die durch 16 gleichartige Betonsäulen hervorgerufen wird. Der Bau ist kreisrund und hat einen Durchmesser von 70 Metern. Die Kathedrale bietet 4000 Menschen Platz. 
Die Kathedrale ist halb in die Erde versenkt und ist eines der wenigen Bauwerke in Brasília, die nicht die Form eines Würfels haben. Der Innenraum ist weitgehend leer, über den Betonkuben des Altars befindet sich eine eiförmige Plastik, die den Ursprung des Lebens symbolisiert. Direkt im Zentrum der Kuppel schweben drei Engel. In die Wände der Krypta sind gavetas, Schubladen, eingelassen, in die die Särge der Bischöfe nach ihrem Tod hineingeschoben werden.
Die Symbolik des Baus ist mehrdeutig. Die Struktur wird entweder als Dornenkrone Christi, eine Blüte, betende Hände oder Krone Marias interpretiert.
Die vier überlebensgroßen Skulpturen vor der Kathedrale stehen für die vier Evangelisten.

## Akustisches Phänomen
Die Kathedrale bietet ein besonderes akustisches Phänomen. Der Schall wird entlang des kreisförmigen Betonsockels so gut weitergeleitet, dass eine Konversation in normaler Zimmerlautstärke über eine Distanz von ca. 25 Metern möglich ist.